# Samurai Shodown: Warriors Rage
Ne doit pas être confondu avec Samurai Shodown 64: Warriors Rage.
Samurai Shodown: Warriors Rage (～サムライスピリッツ新章～剣客異聞録 甦りし蒼紅の刃, ~Samurai Supirittsu Shinshō~ Kenkaku Ibunroku: Yomigaerishi Sōkō no Yaiba) est un jeu vidéo de combat développé et édité par SNK. Il est sorti sur PlayStation en 1999.

## Système de jeu
La première modification apportée par rapport aux jeux précédents concernait la liste des personnages tous sont nouveaux à l'exception de Haohmaru et de Hanzo Hattori (bien que Hattori ne soit pas réellement le même homme que dans les versions précédentes du jeu). En effet dans les versions précédentes, Hattori était le fils de Hanzo, Shinzo, qui prit son nom. Notons que Nicotine, Gaira, Nakoruru et Rimururu (personnages du jeu précédent) jouent non seulement un rôle dans l'histoire, mais sont également présentés comme des options jouables.
Bien que le jeu contienne toujours de la 3D, SNK a cherché à diminuer encore le rôle de la troisième dimension, sans aucun mouvement le long de l'axe Z au-delà d'une esquive de base. Deux boutons permettent de contrôler les barres obliques faibles et fortes, un troisième contrôle l’attaque des coups de pied et le quatrième sert aux dodges.
Le jeu introduit un nouveau système de barres de vie, qui est divisé en trois sections. Le premier "round" du combat dure jusqu'à ce que l'une des trois sections d'un des combattants soit vidée de son contenu, cette barre de vie disparait et les deux autres se remplissent alors et ainsi de suite. Le match est terminé lorsqu'un joueur a été vidé de cette dernière barre de vie.

## Synopsis
Samurai Shodown: Warrior's Rage se déroule 20 ans après les événements des jeux originaux. Le joueur joue le rôle d'un guerrier qui doit arrêter un gang diabolique et sauver Rimururu.

## Personnages
Personnages de retour:
- Haohmaru
- Hanzo Hattori
- Nakoruru (personnage Koropokkuru non jouable)
- Rimururu (non jouable)

Nouveau personnages:
- Seishiro Kuki - protagoniste à qui le gouvernement a ordonné d'arrêter son frère, Tohma.
- Jin-Emon Hanafusa - partenaire de Seishiro, également envoyé par le gouvernement pour capturer Jushiro.
- Jushiro Sakaki - le chef du groupe anti-gouvernement "Atom Rebels".
- Rinka Yoshino - une membre des "Rebels Atom" qui veut rétablir son nom de famille.
- Saya - le dernier membre des "Rebels Atom" qui veut venger la mort de sa famille.
- Haito Kanakura - un garde du corps indépendant de Ritenkyo qui se bat pour gagner sa liberté.
- Yaci Izanagi - un homme de Ritenkyo qui se bat pour sauver son amant, Namino.
- Garyo the Whirlwind - un chef bandit qui veut se venger de ses camarades et désire aussi la main de Mikoto.
- Ran Po - un jeune orphelin à la recherche de sa sœur cadette, Minto.
- Mikoto - la fille d'Asura qui se joint à Oboro. Elle se bat parce qu'elle veut être autonome.
- Tohma Kuki - frère adoptif de Seishiro qui veut l'épée de son frère pour plus de pouvoir.
- Oboro - le dernier boss du jeu. Il est le chef des "Trois lames de la domination".
- Tashon Mao - un guerrier chinois qui "protège" Nakoruru des étrangers.
- Daruma - un épéiste vétéran errant qui veut arrêter Oboro.
- Minto - une jeune fille qui veut retrouver son ami, Mario.
- Mugenji - un meurtrier en série qui veut renaître en tant que papillon.
- Yuda - le produit de la fusion entre les deux Asuras apparu dans  Samurai Shodown: Warriors Rage .
- Samurai - un épéiste commun qui aspire à retourner chez lui.
- Iga ninjas - guerriers loyaux sous le commandement de Hanzo.
- Les amazones d'Oboro - servantes qui se battent pour Oboro.
- Brute - un grognement rebelle qui ne se soucie que de l'argent.

## Version
SNK a attribué au jeu un titre anglais extrêmement similaire à celui de son prédécesseur: Samurai Shodown 64: Warriors Rage. Cela a suscité une grande confusion et conduit beaucoup à penser qu'il s'agissait du port du deuxième jeu Hyper Neo Geo 64. Ce jeu est également sorti en nombre relativement limité en dehors du Japon, alors que le marché des jeux se préparait pour la sortie de la PlayStation 2. Cela signifiait que peu de gens avaient réellement vu l’un ou l’autre jeu, le titre était donc le seul facteur dont ils étaient conscients. Pour aider à éliminer la confusion, Samurai Shodown: Warriors Rage est fréquemment appelé Warriors Rage 2 ou SSWR2 (surtout dans les cercles anglophones).